# Мичиганский музей пожарной охраны
Мичиганский музей пожарной охраны и образовательный центр (англ. Michigan Firehouse Museum and Education Center) — музей, посвящённый истории пожарной охраны в штате Мичиган (США). Расположен в городе Ипсиланти.

## История
Мичиганский музей пожарной охраны расположен в бывшей пожарной части Ипсиланти, которая была построена в городском квартале Депо в 1898 году и оставалась в эксплуатации до 1975 года. В 1975 году была построена новая пожарная часть, а старая была продана и стала жилым зданием. В 1998 году старую станцию приобрели Энн Арборитес Говард и Норма Уивер, которые в том же году открыли музей.
Мичиганский музей пожарной охраны и образовательный центр были включены в список некоммерческих организаций в 1999 году. В 2005 году это был единственный музей пожарной охраны в Мичигане, открытый круглый год, а также самый близкий к агломерации Детройта.
Музей состоит из бывшего пожарного депо, а также современной многоуровневой пристройки, общая площадь которых составляет 2,4 тыс. м². Новое крыло было построено в 2002 году.

## Экспозиция

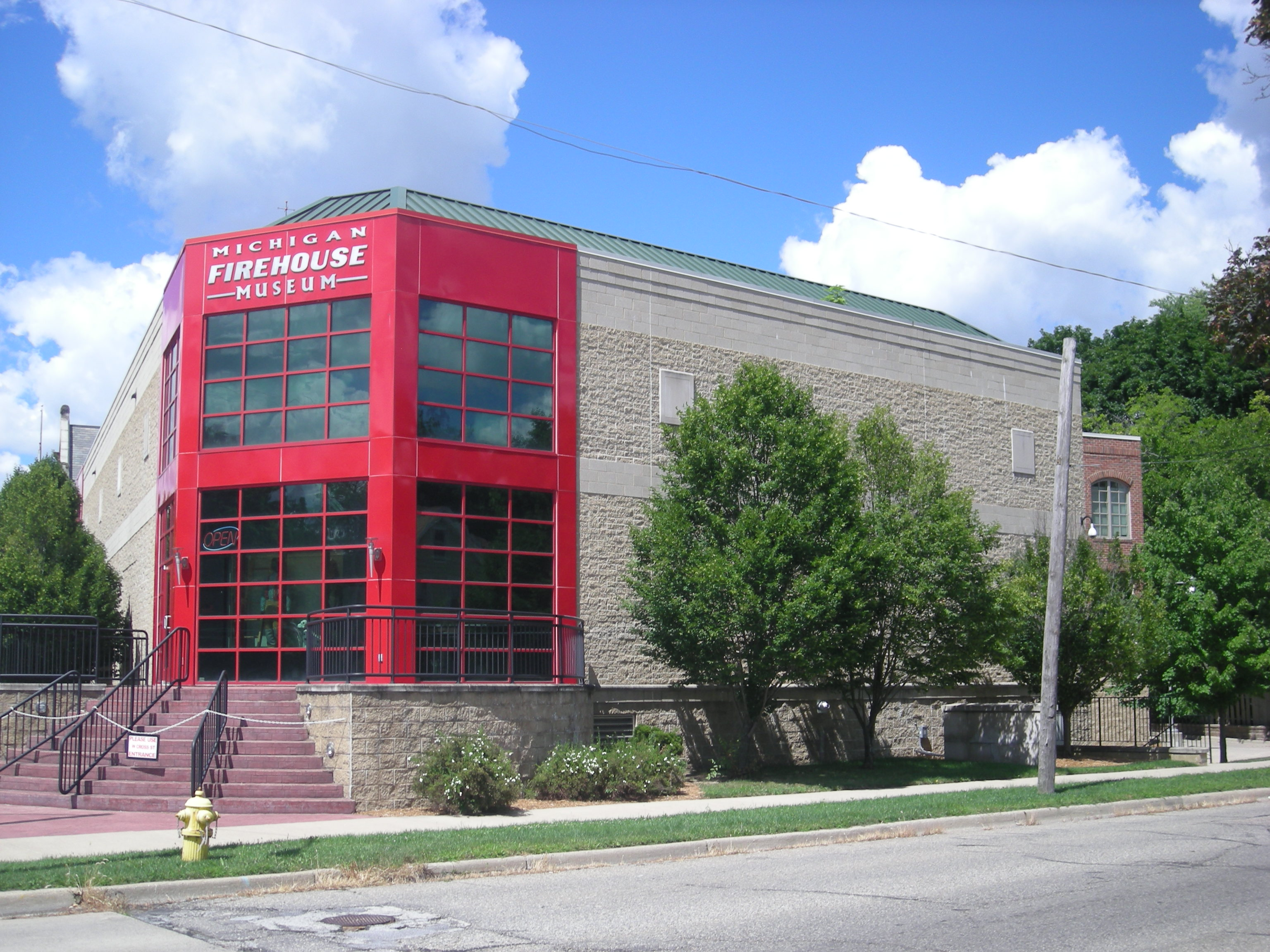
Новое крыло музея, построенное в 2002 году.

Экспозиции музея посвящены технологиям пожаротушения и пожаротушению в Мичигане. Музей собирает противопожарное оборудование со всего штата, а также архивные материалы. [1] [2] Современное крыло музея используется для 25 меняющихся экспонатов по истории пожаротушения, которые включают старинные пожарные машины, оборудование и инструменты, а также памятные предметы. Оригинальная пожарная станция демонстрирует паровой пожарный насос.
В музее собраны пожарные машины со всего штата, в том числе из Анн-Арбора Батл-Крика, Эсканабы, Гранд-Рапидс, Каламазу, Селайна, Скио и Хаббард-Лейк. Основные моменты из коллекции грузовиков включают Тройной комбинированный насос 1916 года и American LaFrance Тип 31 1917 года. К 2005 году в музее было более 15 пожарных машин, а к 2007 году его коллекция выросла до более чем 20.
Музей обладает самой большой коллекции колоколов пожарных машин в США. На выставке представлено более 3600 предметов, в том числе редкие огнетушители.